# Església dels Trinitaris (Vic)
L'Església dels Trinitaris és una obra barroca de Vic (Osona) protegida com a Bé Cultural d'Interès Local.

## Descripció
Antiga església convertida en sala d'actes. La façana es troba orientada al nord i presenta el capcer triangular que lateralment descriu formes sinuoses. El portal és rectangular, inscrit dins d'un plafó de pedra, presenta forma gòtica i té esculpit un àngel. Al damunt, hi ha una fornícula sense imatge amb decoració d'entrellaços. Més amunt d'aquesta, a prop del capcer, s'hi obren una finestra i un òcul. Lateralment s'hi obren dues portes i al damunt finestres, i s'hi eleva un campanar de secció quadrada cobert a quatre vessants. Interiorment presenta una sola nau amb atri i cinc trams, els tres dels peus tenen naus laterals i ambdós espais estan coberts amb volta quatripartita, mentre el quart es remata amb cúpula central semiesfèrica. Les capelles laterals presenten, també, volta quatripartida. En el capcer la distribució de planta és similar, però, coberta de forma plana.

## Història
Situada a un extrem del c/ Sant Pere en el lloc on en temps del Bisbe Ponç el 1306 s'hi traslladà una comunitat de monges Augustianes provinents de Sant Martí Sescorts i van romandre-hi fins al 1560. El segle xvii, entre 1696-1741, Pere Casas hi construir l'església actual. Fou seu de la confraria de Santa Caterina, que agrupava els traginers, coders i espardenyers i hi oferien un altar que com altres fou malmès el 1936. Al costat de l'església hi ha un claustre mig derruït. L'estat de conservació en general és força dolent. Pertany a l'associació recreativa de l'Orfeó Vigatà.